# Michał Waszyński
Michał Waszyński (Kovel', 29 settembre 1904 – Madrid, 20 febbraio 1965) è stato un regista e sceneggiatore polacco.

## Biografia
Nato a Kovel quando la città faceva parte dell'Impero russo della Polonia (oggi appartiene all'Ucraina) con il nome vero Mosze Waks, di famiglia ebraica benestante (il padre era un fabbro mentre la madre, Cecylia Flesz, era una commerciante di pollame). Molto presto si denotano le sue inclinazioni artistiche, ma si dimostra un bambino indisciplinato: nel 1918 viene espulso da scuola a causa delle sue domande insistenti sull'esistenza dei demoni, per le quali venne schiaffeggiato dal suo insegnante. Un anno dopo lascia Kovel', e mancano fonti precise su cosa fece nel periodo 1919-1922.
Nel 1922, su consiglio del regista Wiktor Biegański cambiò il suo nome nel polacco Michał Waszyński. Ha vissuto per un lungo periodo a Varsavia e ha interpretato una parte d'insegnante nel film di Biegański Zazdrość (Gelosia). Waszyński diventa in breve l'assistente personale di Biegański, attraverso il quale incontra Aleksander Hertz, proprietario del più importante studio cinematografico polacco tra le due guerre. Nella seconda metà degli anni venti Waszyński è assistente regista di Ryszard Ordyński, Józef Lejtes ed Henryk Szaro.
Nel 1929 debuttò alla regia, ma fino al 1937, quando firmò il film con il quale s'impose all'attenzione dei critici, Dybuk, venne considerato poco più che mediocre. Stefania Zahorska scrisse su di lui parole forti e dure: «Perché un film venga considerato artistico, basta non affidarlo alle cure di Waszyński, un perdente che fa vergognare l'intera cinematografia polacca». Il regista, però, era in grado di fare film rapidamente e a basso costo, rendendosi molto popolare. Collaborò con diversi studi cinematografici: Sfinks, Leo-Film, Blok-Muza-Film, Rex-Film, Feniks. Nel 1931 Waszyński, grazie ai primi guadagni, si sposta dal povero alloggio di Muranow a una villa di Saska Kepa, sempre presso Varsavia, comincia a circondarsi nel lusso e inizia a viaggiare per il mondo. Negli anni trenta diresse 37 film su un totale di 147 prodotti nell'industria cinematografica polacca in quel decennio.
Nel 1937 diresse Dybuk, primo successo anche di critica, e il tempo di lavorazione dei suoi film aumentò considerevolmente: fino allora i tempi suoi normali erano di 2-3 settimane. Il 1º settembre 1939, giorno dell'invasione tedesca in Polonia, Waszyński era con la sua troupe cinematografica a Lwów. Catturato dalle truppe sovietiche, venne fatto prigioniero in Siberia. Il 10 dicembre 1941 si arruolò nell'esercito polacco comandato da Władysław Anders e con esso si sposta in Iran, Iraq (1942) e Palestina (1943). Quando le truppe comandate da Anders viaggiano verso il Medio Oriente Waszyński viene chiamato da Konrad Tom per girare il film documentario Dzieci che racconta la storia di un soldato che ogni settimana, durante il giorno di riposo, invia una lettera alla madre rimasta a Kovel' relativa agli eventi in svolgimento. Sarà la prima e ultima volta che Waszyński citerà la sua città natale in un suo film. Come soldato, Waszyński viaggerà in Egitto e quindi in Italia, dove avrà modo di scattare alcune foto durante la Battaglia di Montecassino.
Nel 1946 firma il suo ultimo film sotto l'egida di Konrad Tom, Wielka droga (La via dell'unità), girato in Italia, con protagonista la cantante Renata Bogdańska. Nello stesso anno sposò la vedova di un conte, Maria Dolores Carancini, e ha adottato per alcuni anni la figlia dell'attrice Jadwiga Andrzejewska. La Carancini però morì subito dopo il matrimonio e Waszyński ereditò tutta la sua fortuna, tra cui il suo Palazzo a Roma. Nel 1947 Waszyński stabilì rapporti con Orson Welles, e lo assistette durante la tormentatissima lavorazione del film Otello. Girò tre film in Italia, con scarsa fortuna, molti assistiti da Vittorio Cottafavi: il più conosciuto è senz'altro Lo sconosciuto di San Marino, unica prova come protagonista del coreografo ungherese Aurel Milloss, trasmesso molte volte alla televisione. Negli anni cinquanta collaborò con Samuel Bronston, diventando in breve il braccio destro della sua casa cinematografica e assistendo alla lavorazione di film come El Cid e Un americano tranquillo.
Omosessuale, non nascondeva la sua condizione fin dagli anni trenta, ostentando la sua apparizione con diversi partner. Soffriva però di diabete. Morì a soli 60 anni a Madrid per attacco cardiaco e venne sepolto nel cimitero Flaminio di Roma (settore Riquadro 1, blocco 1, no 43/97, fila 97).

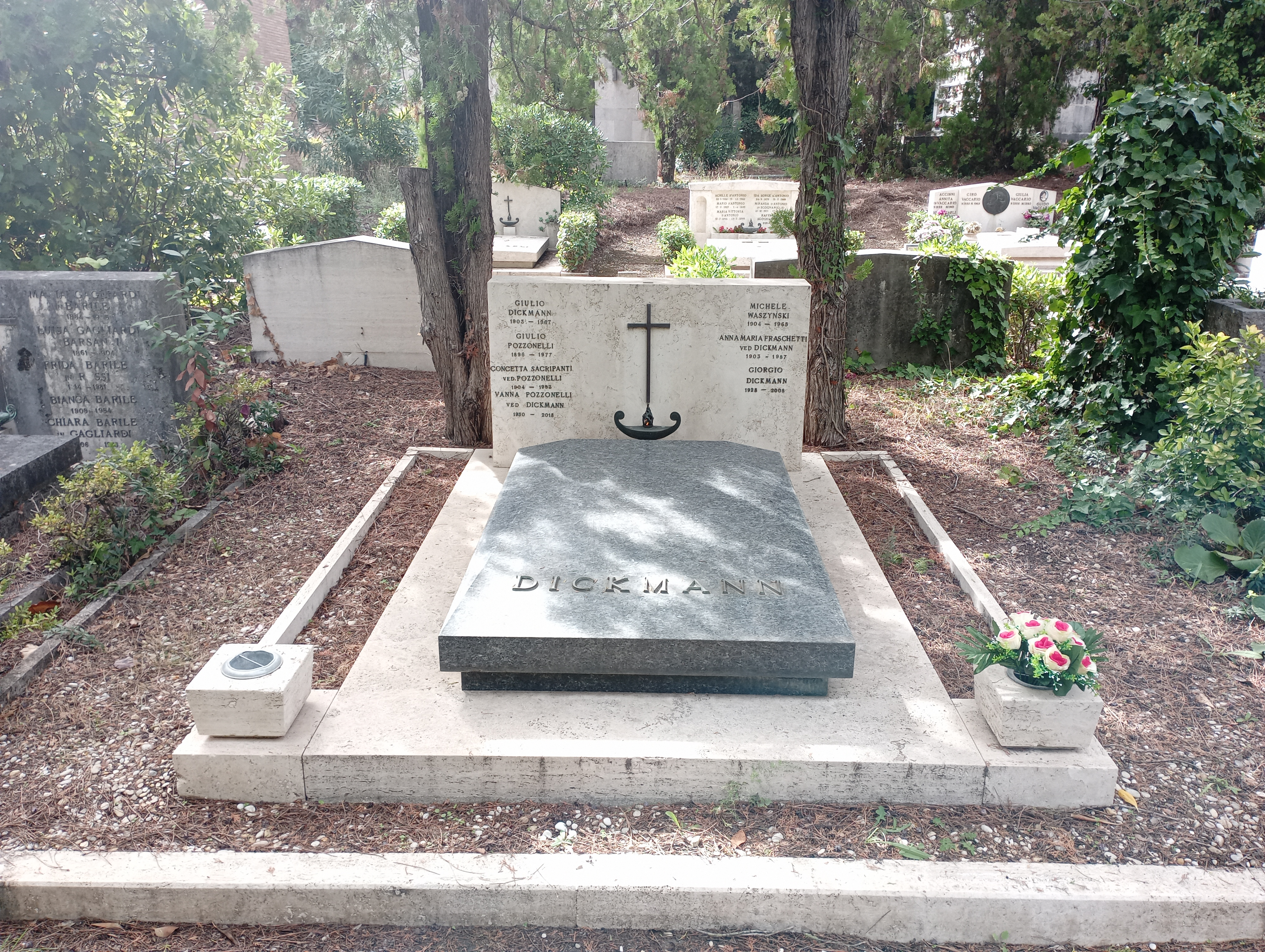
La tomba della famiglia Dickmann al cimitero Flaminio di Roma, dove è sepolto Michał Waszyński

Secondo Samuel Blumenfeld, autore fino ad ora dell'unica biografia sul regista, del 2008, pubblicata in Polonia ma non in Italia, lo stesso regista affermava di avere studiato a Kiev tra il 1922 e il 1925 e di avere collaborato con Murnau e Vachtangov, come pure di essere nato a Varsavia e di essere stato fatto prigioniero ad Auschwitz: tutte informazioni che, secondo Blumenfeld, probabilmente sono false.

## Filmografia
- Pod banderą miłości (La bandiera dell'amore) (1929)
- Kult ciała (Il culto del corpo) (1930)
- Niebezpieczny romans (Pericolo romantico) (1930)
- Uwiedziona (Seduzione) (1931)
- Sto metrów miłości (Eroi senza nome) (1932)
- Głos pustyni (La voce del deserto) (1932)
- Bezimienni bohaterowie (Cento metri d'amore) (1932)
- Prokurator Alicja Horn (Avvocato Alicja Horn) (1933)
- Jego ekscelencja subiekt (Sua Eccellenza, impiegato) (1933)
- Dwanaście krzeseł (Il mistero delle dodici sedie) (1933)
- Zabawka (Il giocattolo) (1933)
- Pieśniarz Warszawy (Varsavia che canta) (1934)
- Co mój mąż robi w nocy? (Cosa fa mio marito la notte?) (1934)
- Parada rezerwistów (La sfilata dei riservisti) (1934)
- Kocha, lubi, szanuje (Questo pazzo, stupido, amore) (1934)
- Czarna perła (La perla nera) (1934)
- Antek policmajster (Antek, il capo della polizia) (1935)
- ABC miłości (L'ABC dell'amore) (1935)
- Jaśnie pan szofer (Il suo autista, signorina) (1935)
- Wacuś (Wacus) (1935)
- Nie miała baba kłopotu (Non aveva mai problemi) (1935)
- Panienka z poste restante (La signora della consegna) (1935)
- Dodek na froncie (Dodek sul fronte) (1936)
- Będzie lepiej (Sarà meglio) (1936)
- Bohaterowie Sybiru (Gli eroi della Siberia) (1936)
- Bolek i Lolek (Bolek e Lolek) (1936)
- 30 karatów szczęścia (Trenta carati di felicità) (1936)
- Papa się żeni (Il matrimonio del papà) (1936)
- Znachor (Ciarlatano) (1937)
- Dybuk (1937)
- Druga młodość (La seconda giovinezza) (1938)
- Gehenna (Gehenna) (1938)
- Profesor Wilczur (Il professore alsaziano) (1938)
- Serce matki (Il cuore di una madre) (1938)
- Kobiety nad przepaścią (Donne oltre il precipizio) (1938)
- Rena (Rena) (1938)
- Ostatnia brygada (L'ultima brigata) (1938)
- Trzy serca (Tre di cuori) (1939)
- U kresu drogi (Alla fine della strada) (1939)
- Włóczęgi (La scalata) (1939)
- Serce batiara (1939), film incompiuto
- Byłam brzydką dziewczyną (Ero una ragazza brutta) (1939), film programmato ma non iniziato
- Od pobudki do capstrzyku (1942)
- Marsz do wolnosci (1942)
- Kronika wojenna nr 1 (1942)
- Polska parada (1943)
- Pobyt generala Wl. Sikorskiego na Srodkowym Wschodzie (1943)
- Dzieci (1943)
- Mp. Adama i Ewy (1944)
- Monte Cassino (1944)
- Wielka droga (1946)
- Lo sconosciuto di San Marino (1946)
- Fiamme sul mare (1947)
- La grande strada (1948)